# شفق دوبروفنيك
شفق دوبروفنيك (بالكرواتية: Dubrovački suton) هو فيلم كرواتي من إخراج جيليكو سينيتشيتش. تم إصداره في عام 1999.

## القصة
وثق الفيلم جريمة حرب وحشية ضد القرويين الكرواتيين في محيط ستون. يصف أحد المشاهد مصير فلاح كرواتي ذهب مع زملائه القرويين الذين سلحوا أنفسهم ببنادق الصيد إلى التل. وقد كانوا محاصرين من قبل جنود الجيش الوطني اليوغسلافي. وأمروا الفلاحين بالاستسلام مع وعدهم بأن يناموا جميعًا في منازلهم في نفس المساء. وتبين أنها كذبة صارخة. فبمجرد استسلام الفلاحين الكرواتيين، ذبحهم جنود الجيش الوطني وبعض المدنيين الصرب واحدًا تلو الآخر.
وحاول أحد الفلاحين الكرواتيين قتل نفسه، فأخذ بندقية وأطلق النار على رأسه. لكنه لم يمت، بل فقد نصف وجهه. وعثر عليه الجنود الكرواتيون بعد يومين، ونُقل إلى زغرب حيث تم إنقاذ حياته، لكن وجه تدمر تماما. وكان سلجاك واحدًا من العديد من هؤلاء المقاتلين والمدنيين الكرواتيين، الذين تمكن الأطباء من إنقاذ حياتهم، في حين لم يهتموا كثيرًا بالمظهر الجمالي للوجه. وجاءت مجموعة من جراحي الوجه الأمريكيين من منظمة "وجهاً لوجه" إلى كرواتيا، إلى زغرب. وقد جاؤوا لإصلاح وجوه الجرحى الكرواتيين المكدومة.

## روابط خارجية
- شفق دوبروفنيك  في قاعدة بيانات الأفلام على الإنترنت (بالإنجليزية)